# Anacanthobatidae
Anacanthobatidae é uma família de pequenas raias caracterizadas por um filamento na extremidade do focinho, ausência de barbatanas dorsais, pele lisa (sem dentículos) e cauda fina e curta.
Habitam o talude continental de águas tropicais e subtropicais da região indo-pacífica.

## Espécies
13 espécies válidas, agrupadas em dois géneros:
Anacanthobatis americanus
A. donghaiensis
A. marmoratus
A.folirostris
A. longirostris
A. nanhaiensis
A. ori
A. stenosoma
Sinobatis borneensis
S. bulbicauda
S. caerulea
S. filicauda
S. melanosoma